# Jarabe (música)
Jarabe es un género y baile de la música regional mexicana.

## Características
El jarabe mexicano se encuentra «siempre con el característico zapateo en compás vivo de 6 por 8, 3 por 4 y 2 por 4.»

## Origen del jarabe
El jarabe mexicano tiene un antecesor en el jarabe gitano, proveniente de Andalucía. Tenía coplas y solía cantarse en terceras.
Según investigaron Salas y Pauletto, «el jarabe nace, como la canción de bajío, a fines del siglo XVIII.»
La razón de que se haya impuesto este nombre tanto al baile como a la danza que lo acompaña es incierta. Se ha propuesto que se trate de una palabra de origen árabe con la que se designa felicidad o fiesta. También se ha planteado la posibilidad de que el nombre del género provenga de su carácter de mezcla de varios aires musicales en una sola pieza.

## Distribución geográfica
De todos los jarabes mexicanos, el más conocido a nivel internacional quizá sea el jarabe tapatío, originario de Jalisco, y ejecutado por el conjunto denominado mariachi. Pero no es el único, ni siquiera en el ámbito jalisciense. Prácticamente todos los estados del occidente, centro y sureste de México poseen sus propios jarabes, con diferentes características, aunque todos comparten elementos esenciales, como la métrica, la mezcla de sones diversos y la ausencia de coplas cantadas en la mayor parte de ellos.
Como se ha dicho, los jarabes pueden ser encontrados desde el occidente de México hasta el estado de Oaxaca. Aunque el jarabe ya no es un género muy popular y ha pasado a formar parte del repertorio folclórico mexicano, han sobrevivido las piezas de los estados de Nayarit, Jalisco, Michoacán, Guerrero, Oaxaca, Puebla, Tlaxcala y Zacatecas. Aunque no tan conocido, el jarabe tiene raíces muy profundas en Zacatecas, y la labor de los Jaraberos de Nochistlán han dado a conocer un distingo tipo de jarabe. Durante el siglo XIX, su difusión alcanzaba también a los estados del Bajío y del valle de Anáhuac, incluida la Ciudad de México, de donde desaparecieron. Excepcionalmente existe el Jarabe pateño en el norte de la república.

## Instrumentación
La instrumentación de los jarabes depende de la región nativa. Los jarabes jaliscienses son interpretados por mariachi moderno, pero en el vecino estado de Nayarit subsiste la forma antigua del mariachi, cuya principal peculiaridad es la ausencia de instrumentos de viento y la persistencia del arpa, prácticamente desaparecida en el mariachi jalisciense y colimote.
Los jarabes michoacanos y guerrerenses son ejecutados exclusivamente con cordófonos. En Michoacán, el arpa es el instrumento más distintivo, en tanto que en Guerrero el violín y la tamborita le disputa el papel y lápiz.
En contraste, los jarabes oaxaqueños son interpretados mayoritariamente por bandas de viento tradicionales pero se define en su trayectoria.